# Henrique Courtenay, 1.º Marquês de Exeter
Henrique Courtenay, 1.° Marquês de Exeter, 2.° Conde de Devon  KG, PC (1498 – 9 de dezembro de 1538) foi o primeiro Marquês de Exeter barão feudal de Okehampton, barão feudal de Plympton, do Castelo de Tiverton, Castelo de Okehampton e Castelo de Colcombe, todos em Devon e Neto de Eduardo IV e sobrinho da Isabel de Iorque, era também primo de primeiro grau do rei Henrique VII, com quem possuía uma amizade próxima até ele romper com a Igreja Católica e declarar-se Chefe Supremo da Igreja da Inglaterra. Em 1538, foi preso na Torre de Londres com sua esposa, Gertrude Blount, e seu próprio filho, Eduardo, após conspirarem para deporem o monarca. Henrique foi executado, mas sua família só foi libertada quando Maria I — praticamente do Catolicismo — chegou ao trono e intercedeu por eles.

Brasão de Henry Courtenay, 1.º Conde de Devon, KG: Trimestral, 1.º: brasão reais da Inglaterra (para seu sogro Rei Eduardo IV), dentro de uma borda contrária alterada; 2 e 3: Courtenay; 4: Redvers